# Lista de stareți ai Mănăstirii Sitaru
| Stareți        |                        |                                             |
| c1626 - ?      | Serafim                | primul stareț al mănăstirii                 |
| atestat 1643   | Tanase                 |                                             |
|                | ...                    |                                             |
| ? - 1684       | Hrisant                |                                             |
| 1684 - ?       | Nicolae                | Stareț al mănăstirii Căldărușani (? - 1684) |
|                | ...                    |                                             |
| atestat 1746   | Pahomie                |                                             |
|                | ...                    |                                             |
| 1801 - 1810    | Pimen                  |                                             |
|                | ...                    |                                             |
| 1823 - 1845    | Gherasim               |                                             |
|                | ...                    |                                             |
| ? - 1865       | Constantin Cojocaru    |                                             |
| 1865 - 1874    | Constantin Duhomnicu   | prima oară                                  |
| 1874 - 1876    | Anastasie              |                                             |
| 1876 - 1879    | Constantin Duhomnicu   | a doua oară                                 |
| 1879 - 1883    | Teodosie Georgescu     |                                             |
| 1883 - 1885    | Ioil                   |                                             |
| 1886 - ?       | Petrache Sachelarie    |                                             |
| ? - 1915       | Gheorghe (?)           | preot                                       |
| 1915 - 1928    | Mănăstirea este pustie |                                             |
| 1928 - 1944    | Atanasie               |                                             |
| 1944 - 1953    | Agatanghel Bolun       |                                             |
| 1953 - 1955    | Sarapavon Pascu        |                                             |
| 1955 - 1971    | Veniamin Gavrilovici   | Protosinghel                                |
| 1971           | Pimen Barbu            |                                             |
| 1971 - 2003    | Damian Bogdan          |                                             |
| 2003 - 2005    | Nicolae Marinescu      |                                             |
| 2005 - prezent | Siluan Ionașcu         |                                             |